# AK-105
AK105（ロシア語: 5,45 мм автомат Калашникова малогабаритный АК105、「5.45mm小型カラシニコフ自動小銃 AK105」の意）(GRAU：6P47)は、AK74Mのカービン仕様である。AK100シリーズは、輸出向けに造られたAK74Mの口径変更型および短銃身型である。

## 概要
AK102・AK104・AK105は非常に似通った設計であり、口径と使用弾薬に対応する銃身やマガジン、ボルトの一部、フラッシュサプレッサーなどの差異しかない。AK105は5.45x39mm弾を使用する。AK105はロシア陸軍のAKS74U カービンを補完する。
AK74M・AK101・AK103のような共通の設計を持つフルサイズのライフルと比べてAK102・AK104・AK105は10 cm程短い銃身を持ち、フルサイズのライフルとAKS74Uのようなさらに短小の銃との中間に位置する。AK105は、AKS74Uより長いガスピストンを持ち、また短いスケルトンストックを特徴とするAKS74Uとは異なり、折りたたみとはいえ通常のストックを持つ。
AK105は、金属部品へのコーティング、新型プラスチック部品の採用により酸化によって風化しにくい。太いストック内に野戦用キットを収納できる。
AK100シリーズはどれもロシアのイジェフスク機械製作工場が開発している。

## バリエーション

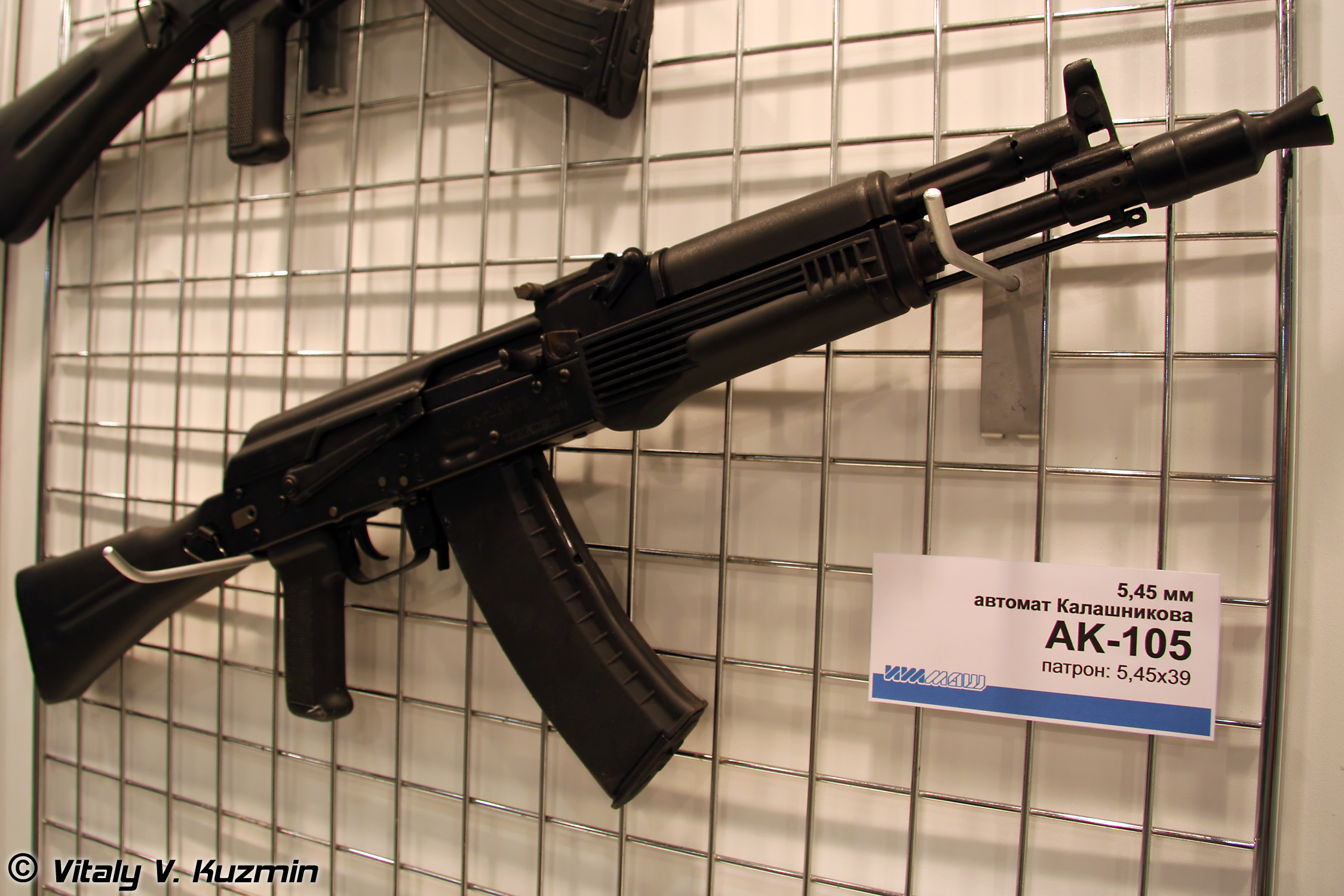
AK105

### AK105-1
AK105-1（ロシア語: 5,45 мм автомат Калашникова малогабаритный АК105-1、「5.45mm小型カラシニコフ自動小銃 AK105-1」の意）(GRAU：6P47-01)は、AK105のセミオートオンリー仕様。法執行機関や治安機関向けに開発された。

### AK105-2
AK105-2（ロシア語: 5,45 мм автомат Калашникова малогабаритный АК105-2、「5.45mm小型カラシニコフ自動小銃 AK105-2」の意）(GRAU：6P47-02)は、AK105に3点バーストカットオフ機構を追加し、3点バーストとフルオート、セミオートで射撃できるモデルで、1999年に開発された。3点バースト射撃の途中(1発または2発の発射後)でトリガーから指を離しても、次の射撃では再び3点バースト射撃が可能となっている。

### AK205
AK205（ロシア語: 5,45 мм автомат Калашникова АК205、「5.45mmカラシニコフ自動小銃 AK205」の意）(GRAU：6P47-1)は、AK105にKM-AK近代化キット(GRAU：6Ch63)を予め組み込んだ状態で生産されているモデル。旧名称AK105M。AR-15タイプの伸縮折りたたみが可能の銃床と、より人間工学に対応したグリップ、ピカティニー・レールを上部に備えヒンジ式となったレシーバーカバー、ピカティニー・レールを4面に備えたハンドガード、新型のフラッシュサプレッサー、グリップを保持したまま操作できるセレクター等を備えている。また、各所へのピカティニー・レール装備により、AK100シリーズで標準装備されていたレシーバー左側面のサイドレールは削除されている。
2022年8月、武器・兵器の国際フォーラム「ARMY-2022」にてカラシニコフ社は改良型のAK205を発表した。トリガーガードとグリップを一体化したグリップ・アセンブリ、従来のものより細身で軽量化された6段階伸縮折り畳み式ストック、左右どちらの親指でも操作できるように改良されたアンビタイプ・セレクター等、前年の「ARMY-2021」にて発表されたAK-12SPに準じた仕様へとアップグレードされている。

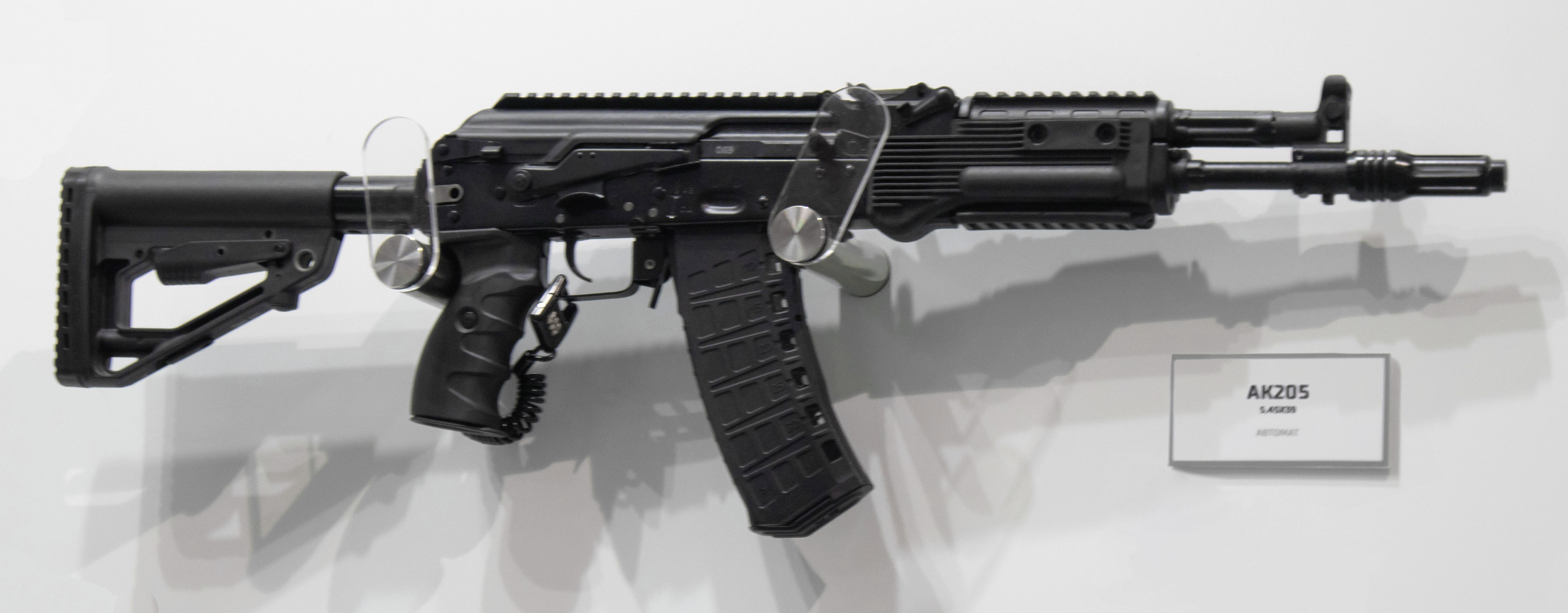
旧仕様のAK205。
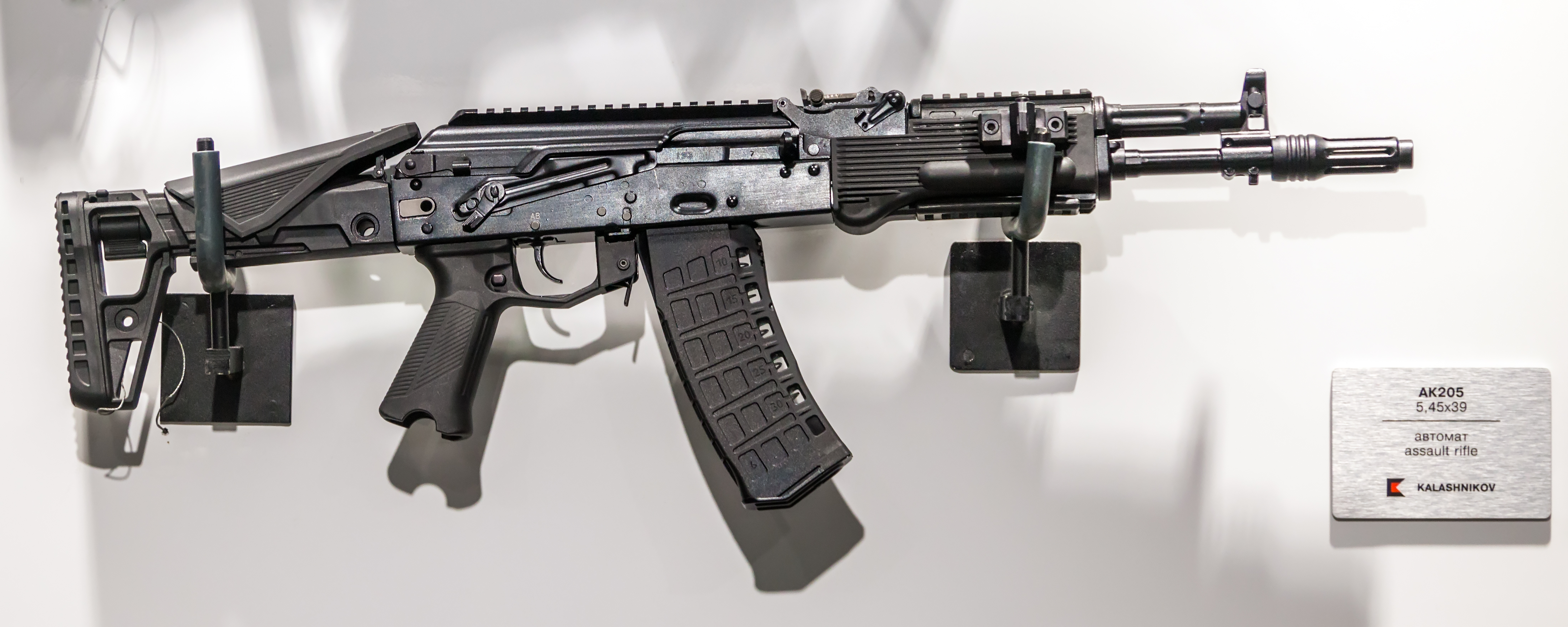
ARMY-2022にて展示されたAK205。AK-12SPに基づく仕様。

## 運用国
- アゼルバイジャン: State Border Serviceが使用[16]。
- ナミビア: Namibian Marine Corpsが使用[17]。
- ロシア: ロシア内務省の一部の部隊[18][19]、他にも一部の法執行機関[20]が使用。またロシア陸軍が限定的に使用[21]。
- シリア: 特殊部隊の一部が使用[22]。